# Avenue Jean Vanhaelen
 (août 2025).
Motif : Rue sans notoriété évidente. Sources secondaires semblent absentes.
- Archive Wikiwix
- Bing
- Cairn
- DuckDuckGo
- E. Universalis
- Gallica
- Google
- G. Books
- G. News
- G. Scholar
- Persée
- Qwant
- (zh) Baidu
- (ru) Yandex
- (wd) trouver des œuvres sur Wikidata

| 1. | Préciser le motif de la pose du bandeau. | Précisez le motif de la pose du bandeau en utilisant la syntaxe suivante : {{admissibilité à vérifier\|date=août 2025\|motif=remplacez ce texte par le motif}}                             |
| 2. | Informer les utilisateurs concernés.     | Pensez à avertir le créateur de l'article, par exemple, en insérant le code ci-dessous sur sa page de discussion : {{subst:avertissement admissibilité à vérifier\|Avenue Jean Vanhaelen}} |

 (août 2025).
Si vous disposez d'ouvrages ou d'articles de référence ou si vous connaissez des sites web de qualité traitant du thème abordé ici, merci de compléter l'article en donnant les références utiles à sa vérifiabilité et en les liant à la section « Notes et références ».
L'avenue Jean Vanhaelen est une rue bruxelloise de la commune d'Auderghem qui relie l'avenue Général Merjay avec la place Édouard Pinoy sur une longueur de 160 mètres.

## Historique et description
Le 25 juin 1925, le bourgmestre Gustave Demey rattacha les noms de ses quatre prédécesseurs à des voies publiques d’Auderghem: Merjay, Chaudron, Vanhaelen et Herrmann-Debroux.
- Premiers permis de bâtir délivrés le 5 avril 1924 pour les n° 8 et 10.

## Situation et accès
| ___ | Ce site est desservi par la station de métro : Demey. |